# ヴァッテンフォール・サイクラシックス2011
ヴァッテンフォール・サイクラシックス2011は、ヴァッテンフォール・サイクラシックスの16回目のレース。2011年8月21日に行われた。

## 参加チーム
- 斜字はコンチネンタルプロチーム

- AG2R・ラ・モンディアル
- アスタナ・チーム
- BMC・レーシングチーム
- エウスカルテル・エウスカディ
- ガーミン・サーヴェロ
- ランプレ・ISD
- レオパルド・トレック
- リクイガス・キャノンデール
- オメガファーマ・ロット
- クイックステップ
- ラボバンク
- チーム・HTC - ハイロード
- チーム・カチューシャ
- チーム・モビスター
- チーム・レディオシャック
- チーム・サクソバンク - サンガード
- チームスカイ
- ヴァカンソレイユ・DCM
- スキル・シマノ
- CCC・ポルサット - ポルコヴィツェ
- チーム・ネタップ

## 結果
- ハンブルク 216.4km

| 順位 | 選手名                           | 国籍           | チーム                     | 時間          |
| ---- | -------------------------------- | -------------- | -------------------------- | ------------- |
| 1    | エドヴァルド・ボアソン・ハーゲン | ノルウェー     | チーム・スカイ             | 4時間49分40秒 |
| 2    | ゲラルト・ツィオレック           | ドイツ         | クイックステップ           | 同            |
| 3    | ボルト・ボジチュ                 | スロベニア     | ヴァカンソレイユ・DCM      | 同            |
| 4    | シモーネ・ポンツィ               | イタリア       | リクイガス・キャノンデール | 同            |
| 5    | ホセ・ホアキン・ロハス           | スペイン       | チーム・モビスター         | 同            |
| 6    | ユルヘン・ルラントス             | ベルギー       | オメガファーマ・ロット     | 同            |
| 7    | サイモン・クラーク               | オーストラリア | アスタナ・チーム           | 同            |
| 8    | マヌエル・カルドゾ               | ポルトガル     | チーム・レディオシャック   | 同            |
| 9    | グレガ・ボレ                     | スロベニア     | ランプレ・ISD              | 同            |
| 10   | ミシェル・クレデル               | オランダ       | ガーミン・サーヴェロ       | 同            |
| 109  | 別府史之                         | 日本           | チーム・レディオシャック   | +4分33秒      |